# Zwei Bräute und eine Affäre
Zwei Bräute und eine Affäre ist eine deutsche Fernseh-Filmkomödie des Regisseurs Christoph Klünker aus dem Jahr 2006 mit Tanja Wedhorn, André Röhner, Doreen Jacobi und Daniela Ziegler in den Hauptrollen. Die Erstausstrahlung erfolgte am 5. November 2006 im ZDF.

## Handlung
Die 38-jährige Kindermodendesignerin Marie Keller bekommt gleich zweimal die Nachricht, dass innerhalb ihrer Familie geheiratet wird. Ihre Mutter Helga und ihre jüngere Schwester Michelle will bereits zum dritten Mal das Ja-Wort geben. Marie ist verzweifelt, weil sie bisher immer Pech in der Liebe hatte. Erschwerend kommt hinzu, dass ihre Mutter sie betraut, die Nachricht von der bevorstehenden Hochzeit für sie ihrem Ex-Mann bzw. ihrem Vater zu übermitteln. Als Michelle ihren neuen Freund Martin vorstellt, verliebt sich Marie prompt, was auf Gegenseitigkeit beruht. Zunächst merkt Michelle nicht, dass auch Martin sich in ihre ältere Schwester verguckt hat. Als sie später der Zweigleisigkeit von Martin auf die Schliche kommt, kommt es zum Bruch der beiden Schwestern und alte Ressentiments und Rivalitäten keimen wieder empor.

## Hintergrund
Zwei Bräute und eine Affäre wurde unter dem Arbeitstitel Die Hochzeit meiner Mutter vom 14. März 2006 bis zum 12. April 2006 in Berlin, Brandenburg und Umgebung gedreht. Produziert wurde der Film von Sabine Glöckner für Endemol Deutschland.

## Kritik
Die Kritiker der Fernsehzeitschrift TV Spielfilm gaben der Filmkomödie Zwei Bräute und eine Affäre je einen von drei möglichen Punkten für den „Humor“ und in der Kategorie „Spannung“. Sie merkten an: „Schon der Titel lässt keine Zweifel aufkommen: Hier wird bei den britischen Kollegen geklaut. Wir sind „not amused“.“ und konstatierten: „Hier springt der Funke leider nicht über“. Der Film erhielt insgesamt eine mittlere Wertung, Daumen zur Seite.
Der Filmdienst meinte, Zwei Bräute und eine Affäre sei eine „anspruchsarme (Fernseh-)Komödie mit etlichen Turbulenzen, in deren Verlauf auch überwunden geglaubte schwesterliche Rivalitäten aufbrechen.“.